# Dorcopsis muelleri
Dorcopsis muelleri е вид бозайник от семейство Кенгурови (Macropodidae).

## Разпространение
Видът е разпространен в Индонезия.